# 地方民間放送共同制作協議会
地方民間放送共同制作協議会（ちほうみんかんほうそうきょうどうせいさくきょうぎかい）とは、日本の東京都・神奈川県・大阪府ならびに岡山県以外に本社を持つ37局の地方AMラジオ局が加盟し、共同でラジオ番組の制作をしている団体。通称「火曜会」（かようかい）。

## 概要
1952年2月5日（火曜日）、民間放送の先発局であるラジオ仙台（現・東北放送）、北日本放送、北陸文化放送（北陸放送）、ラジオ九州（RKB毎日放送）、以上4社の東京支社長が週に一度集まって、低予算による良質な番組の制作・質の向上などを目指して、番組の相互提供など、様々な情報交換を行ない出した「火曜クラブ」が始まり。全社が事務所を銀座に置いているため集まることが可能だった。
1957年に現在の「火曜会」に改称。
一部資料では、「CRN」（Chihou Radio Networkと思われる）と称することもある。
JRNやNRNにあるようなキー局を持たないので「キー局のないネットワーク」と呼ばれる。また火曜会自社制作番組も編成されており、ラジオ制作プロダクション会社としての機能も兼ね備えている。
火曜会のレギュラー番組を全て放送している加盟局において、製作番組の放送休止はないようにしているため、特別番組を編成している関係で本来の放送時間に放送出来ない場合は、振り替え放送が同日に実施されている。放送回の返上は少なくしているため、規定の返上回数を越えたときは、強制的に該当番組の通常の放送時間を移動される。

### 表彰制度
- 「火曜会ラジオスピリッツ20xx」 - 2017年に火曜会の発足60周年を記念し、加盟35局で1時間番組（一部局30分前後編に編集）として放送された「神田・神保町 レコード屋のおかみさん」というラジオドラマが、日本民間放送連盟より、放送文化基金賞・優秀賞（2018年度）[1]を受賞したのを記念し、その賞金を原資として加盟各局から番組の企画を募集し、火曜会の幹事、並びに有識者が審査し、その最優秀作品を受賞したものについて、製作費を火曜会から助成する制度であり、それを火曜会加盟各局に向けて全国放送される[2]。

受賞作品
- 第1回（2019年）:大分放送（内容不明）[3]
- 第2回（2020年）:ラジオ関西「BORDER～ヒョーゴスラビアにおける県境とは？」[4]
- 第3回（2021年）:熊本放送「水俣第三中学校還暦同窓会」[5]
のち同年度の文化庁芸術祭のテレビ・ラジオ放送部門に出品された[6]。
- 第4回（2022年）:新潟放送「おしゃべりな配達便」[7]
- 第5回（2023年）:KBS京都ラジオ「諸口あきらの流れ者の唄」[8]
- 第6回（2024年）:熊本放送「星のように～ 夜間中学物語～」[9]
- 参考：火曜会は2007年にも設立50周年記念の同趣旨の番組企画コンクールを実施し、「チンチン電車～ラジオ物語」（南海放送）[10]が最優秀作品となり、50周年記念番組として全国に放送された。

## 主な制作番組

### 現在放送中の番組
- 録音風物誌（1953 - 、土曜更新）
- 水森英夫のチップイン歌謡曲（2001 - 、スバルプランニング制作、土曜更新）
- 亀渕昭信のお宝POPS（2014 - 、木曜更新）
- 音楽☆とらのアナ（2016 - 、土曜更新）
- 芸人お試しラジオ「デドコロ」（2020 - 、月曜更新）
- スター年賀状（年始のみ）

### 年度下半期（ナイターオフ）の10分番組
これらの番組は、毎年、加盟各局が番組の出来ばえを競うコンテストの形式で制作している。ただし、1989年度はコンテストを行わなかった。
- 飛び出せ!全国DJ諸君（1974 - 1983）
- 日刊おもしろ人間大賞（1984）
- 負けてたまるか生キ生キ人生（1985）
- 全国ハイスクールステーション（1986 - 1988）
- 全国縦断!イキイキCALL（1989）[注 2]
- 全日本選抜トークダービー・アナドルを探せ!（1990）
- キャンパスはWONDERLANDだ!（1991）
- 今夜はZENKOKU（1992 - 1995）[注 3]
- 今夜はニッポンぐるぐる紀行（1996）
- ずらっと全国大走査線（1997）
- ずらっと全国だっちゅ～の（1998）
- とことん2000列島～10分の世紀末ラジオ!?（1999）
- 日本全国 TEL TEL コール（2000）
- TEL TEL コール SUPER（2001）
- 日本全国エトセトらじお（2002 - 2003）

### 過去の制作番組
- 朝の教養（1953 - ?）
- 奥様サロン（1959 - ?）
- オハヨウ ミナサン（1959 - ?）
- 全国歌謡ベストテン（1962年7月 - 1997年9月、文化放送 制作）
  - SUPER COUNTDOWN 10（1997年10月 - 2006年3月、文化放送 制作）
  - J-Hits COUNTDOWN（2006年4月 - 2016年3月）
- 全国ポピュラーベストテン（旧：オール・ジャパン・ポップ20、9500万人のポピュラーリクエスト）（1962 - 2006、文化放送 制作）
- 明るいくらし（1963 - ?）
- ニューミュージック情報（1971 - ?）
- 玉置宏のヒット曲よもやま話（1983 - ?）
- きっとヒット歌謡（1992 - ?）
- 新光証券 日本全国企業レポート（2006 - 2009）
- 童話の散歩道（2006 - 2011）
- 歌謡曲ナイター（日本プロ野球のシーズン中に当たる年度上半期に制作した音楽番組）

## 加盟局
この表は、地域や都道府県の配列に際し、日本民間放送連盟公式サイト「会員社」ページの表記に準じて記載している（一部に例外あり）。
- ◇はJRN単独局
- ◆はNRN単独局
- ●は独立局（JRN・NRN未加盟局）
- 無印はJRN・NRN重複加盟局
- 「radiko.jp」配信はKBS滋賀（京都放送(KBS京都)滋賀中継局）・NBCラジオ佐賀（長崎放送佐賀中継局）を除き親局ベースで全局実施（エリアフリーも同じ）
- FM補完中継局（ワイドFM）は加盟全親局とNBCラジオ佐賀で本放送実施（一部中継局も実施している局もある）

| エリア     | 略称    | 放送局名        | 備考                                                                                             | 記号 |
| ---------- | ------- | --------------- | ------------------------------------------------------------------------------------------------ | ---- |
| 北海道     | HBC     | 北海道放送      | 『SUPER COUNTDOWN 10』など、一部番組未放送                                                       |      |
| 青森県     | RAB     | 青森放送        |                                                                                                  |      |
| 岩手県     | IBC     | IBC岩手放送     | 1995年6月22日までは岩手放送                                                                      |      |
| 宮城県     | TBC     | 東北放送        |                                                                                                  |      |
| 秋田県     | ABS     | 秋田放送        |                                                                                                  |      |
| 山形県     | YBC     | 山形放送        |                                                                                                  |      |
| 福島県     | RFC     | ラジオ福島      |                                                                                                  |      |
| 栃木県     | CRT     | 栃木放送        | 2008年加盟                                                                                       | ◆    |
| 茨城県     | LuckyFM | LuckyFM茨城放送 | 2007年加盟 録音風物誌は裏送り参加                                                                | ◆    |
| 新潟県     | BSN     | 新潟放送        |                                                                                                  |      |
| 長野県     | SBC     | 信越放送        |                                                                                                  |      |
| 山梨県     | YBS     | 山梨放送        |                                                                                                  |      |
| 静岡県     | SBS     | 静岡放送        |                                                                                                  |      |
| 富山県     | KNB     | 北日本放送      |                                                                                                  |      |
| 石川県     | MRO     | 北陸放送        |                                                                                                  |      |
| 福井県     | FBC     | 福井放送        |                                                                                                  |      |
| 中京広域圏 | CBC     | CBCラジオ       | JRN基幹局 2013年3月末までは中部日本放送で加盟                                                    | ◇    |
| 中京広域圏 | SF      | 東海ラジオ      | NRN基幹局                                                                                        | ◆    |
| 岐阜県     | GBS     | 岐阜放送        | 2012年10月1日加盟                                                                                | ●    |
| 京都府     | KBS     | 京都放送        | 滋賀県内はKBS滋賀 （radiko.jpでは京都親局の内容を両府県で無料配信）                              | ◆    |
| 滋賀県     | KBS     | 京都放送        | 滋賀県内はKBS滋賀 （radiko.jpでは京都親局の内容を両府県で無料配信）                              | ◆    |
| 兵庫県     | CRK     | ラジオ関西      |                                                                                                  | ●    |
| 和歌山県   | WBS     | 和歌山放送      |                                                                                                  |      |
| 鳥取県     | BSS     | 山陰放送        |                                                                                                  |      |
| 島根県     | BSS     | 山陰放送        |                                                                                                  |      |
| 広島県     | RCC     | 中国放送        |                                                                                                  |      |
| 山口県     | KRY     | 山口放送        |                                                                                                  |      |
| 徳島県     | JRT     | 四国放送        |                                                                                                  |      |
| 香川県     | RNC     | 西日本放送      |                                                                                                  |      |
| 愛媛県     | RNB     | 南海放送        |                                                                                                  |      |
| 高知県     | RKC     | 高知放送        |                                                                                                  |      |
| 福岡県     | RKB     | RKB毎日放送     |                                                                                                  | ◇    |
| 佐賀県     | NBC     | 長崎放送        | 佐賀県内はNBCラジオ佐賀 （radiko.jpでは長崎親局の内容を両県で無料配信）                          |      |
| 長崎県     | NBC     | 長崎放送        | 佐賀県内はNBCラジオ佐賀 （radiko.jpでは長崎親局の内容を両県で無料配信）                          |      |
| 熊本県     | RKK     | 熊本放送        |                                                                                                  |      |
| 大分県     | OBS     | 大分放送        |                                                                                                  |      |
| 宮崎県     | MRT     | 宮崎放送        |                                                                                                  |      |
| 鹿児島県   | MBC     | 南日本放送      |                                                                                                  |      |
| 沖縄県     | RBC     | 琉球放送        | 1972年5月15日正式加盟 2002年4月に社内カンパニー化を導入したため、 新聞ラテ欄ではRBCiラジオと表記 | ◇    |
| 沖縄県     | ROK     | ラジオ沖縄      | 1972年5月15日正式加盟                                                                            | ◆    |

### 非加盟局
- STVラジオ◆（北海道）
- TBSラジオ◇（関東広域局）
- 文化放送（QR）◆（関東広域局）

※ただし、『録音風物誌』をネットしたり、一部の番組の制作を担当するなど、協力関係にある。
- ニッポン放送（LF）◆[注 4]（関東広域局）
- RFラジオ日本●（神奈川県）
- MBSラジオ（近畿広域局）
- 朝日放送ラジオ（ABCラジオ）（近畿広域局）
- ラジオ大阪（OBC）◆（近畿広域局）
- RSK山陽放送[注 5]（岡山県）
- 九州朝日放送（KBC）◆（福岡県）

※ また、かつてAM放送を行った沖縄県の極東放送（KHR、当時●、現：エフエム沖縄〈JFN系〉）も、アメリカ統治の宗教放送局から日本の一般の民間放送局に転換したが一貫して非加盟だった。FM波転換後の現在も非加盟のままである（他のFM単営全局・短波放送局の日経ラジオ社（ラジオNIKKEI）も当初から非加盟）。